# 胞外
在細胞生物學、分子生物學及其相關領域中，胞外，或細胞外（extracellular，有時亦作胞外空間/細胞外空間（extracellular space））指「在細胞外」。通常，胞外空間位於質膜之外，被流體佔據（即細胞外基質，extracellular matrix）。與胞外相對的概念是胞內（intracellular）。
根據基因本體數據庫，胞外空間是這樣一種細胞組分：「多細胞生物的一部分，位於細胞固有物質外，通常指位於細胞膜之外的部分，爲流體所佔據。對多細胞生物來說，胞外空間指所有位於細胞外，但仍然位於生物體內的物質（除細胞外基質以外）。因此，多細胞生物細胞的基因產物，如果被分泌到組織液或血液中，就可以用「胞外」來形容。」
細胞外空間的組分包括代謝產物、離子、多種蛋白質以及非蛋白質物質（即DNA、RNA、脂質、微生物產物等）。這些組分可能會影響細胞的功能。比如，激素、生長因子、細胞因子以及趨化因子在穿過細胞外空間，與細胞表面的受體結合後發揮作用。另外，還有一些在胞外有活性的酶，比如消化酶（胰蛋白酶、胃蛋白酶）、胞外蛋白酶（基質金屬蛋白酶（Matrix metalloproteinase）、ADAMTS、組織蛋白酶（Cathepsin）），以及抗氧化酶（胞外超氧化物歧化酶）。通常，位於胞外空間的蛋白質通過與多種細胞外基質組分（膠原蛋白、蛋白聚醣等）結合而儲存在細胞外。另外，細胞外基質的蛋白水解產物亦存在於胞外空間中，尤其是正在經歷重塑的組織。